# Forjan
Forjan je priimek v Sloveniji, ki ga je po podatkih Statističnega urada Republike Slovenije na dan 1. januarja 2025 uporabljalo 272 oseb in je med vsemi priimki po pogostosti uporabe uvrščen na 1.469. mesto. V Pomurski statistični regiji je največ prebivalcev s tem priimkom (189 oseb).

## Znani nosilci priimka
- Aleš Forjan (*1980), badmintonist
- Alojz Forjan (*1951), hokejist na travi
- Matej Forjan (*1976), fizik
- Slavko Forjan (*1977), hokejist na travi

## Znani tuji nosilci
- Franjo Forjan (*1940), hrvaški pisatelj